# Ascension (Stargate SG-1)
Ascension (Ascensión) es el tercer episodio de la quinta temporada de la serie de televisión de ciencia ficción Stargate SG-1, y el nonagésimo primer capítulo de toda la serie.

## Trama
Después de que la Mayor Carter regresa de investigar un dispositivo encontrado en otro mundo, el General Hammond les da un tiempo libre a la mayor parte del SG-1. Mientras Jackson se queda para ayudar a un equipo SG con la traducción del aparato, que al parecer es mucho más avanzado que cualquier otra tecnología sobre ese planeta, Carter se halla en su casa, donde pronto comienza a ver a un extraño hombre rondando cerca, que misteriosamente parece ser invisible para los demás. Ella ordena colocar cámaras y micrófonos en su casa, y el sujeto no vuelve aparecer hasta que estas son quitadas. Él le revela a Carter que se llama Orlin, y que es un ser ascendido. Él pronto abandona su condición de ascendido para poder estar con Carter, mientras empieza a crear diferentes cosas en su casa.
Orlín luego le cuenta a Carter que él ayudó a la gente del mundo que están investigando a crear aquel artefacto descubierto, que resulta ser una poderosa arma que protegió el planeta de invasores, pero que después fue usada de manera ofensiva contra otros planetas. Como Orlín interfirió en los “planos inferiores”, los otros borraron a dicha civilización y le ordenaron destruir el arma. Como sabe Carter que trabajaba en crear una conexión entre el generador Naquadah y el arma, Orlín logra convencerla del peligro de usar el artefacto, y ella detiene su investigación, y luego busca evitar que alguien más lo active. Sin embargo, el Coronel Simmons descubre la existencia Orlín y ordena capturarlo. Cuando rodean la casa de Carter, ella es enviada a convencer a Orlín que se entregue pacíficamente. Pero él la conduce al sótano de la casa, donde halla un pequeño Stargate que él mismo construyó. Ambos viajan mediante este, al planeta del arma, donde Orlín se sacrifica para detener al equipo SG de activar el artefacto. Los otros ascendidos permiten a Orlín ascender una vez más y destruir el arma de manera que nadie más pueda usarla.

## Artistas invitados
- Sean Patrick Flanery como Orlin.
- John de Lancie como el coronel Frank Simmons.
- Teryl Rothery como la Dra. Fraiser.
- Ben Wilkinson como O'Brien.
- Eric Breker como el teniente coronel Reynolds.
- Rob Fournier como el Comandante de las fuerzas especiales.